# Kwaśnica

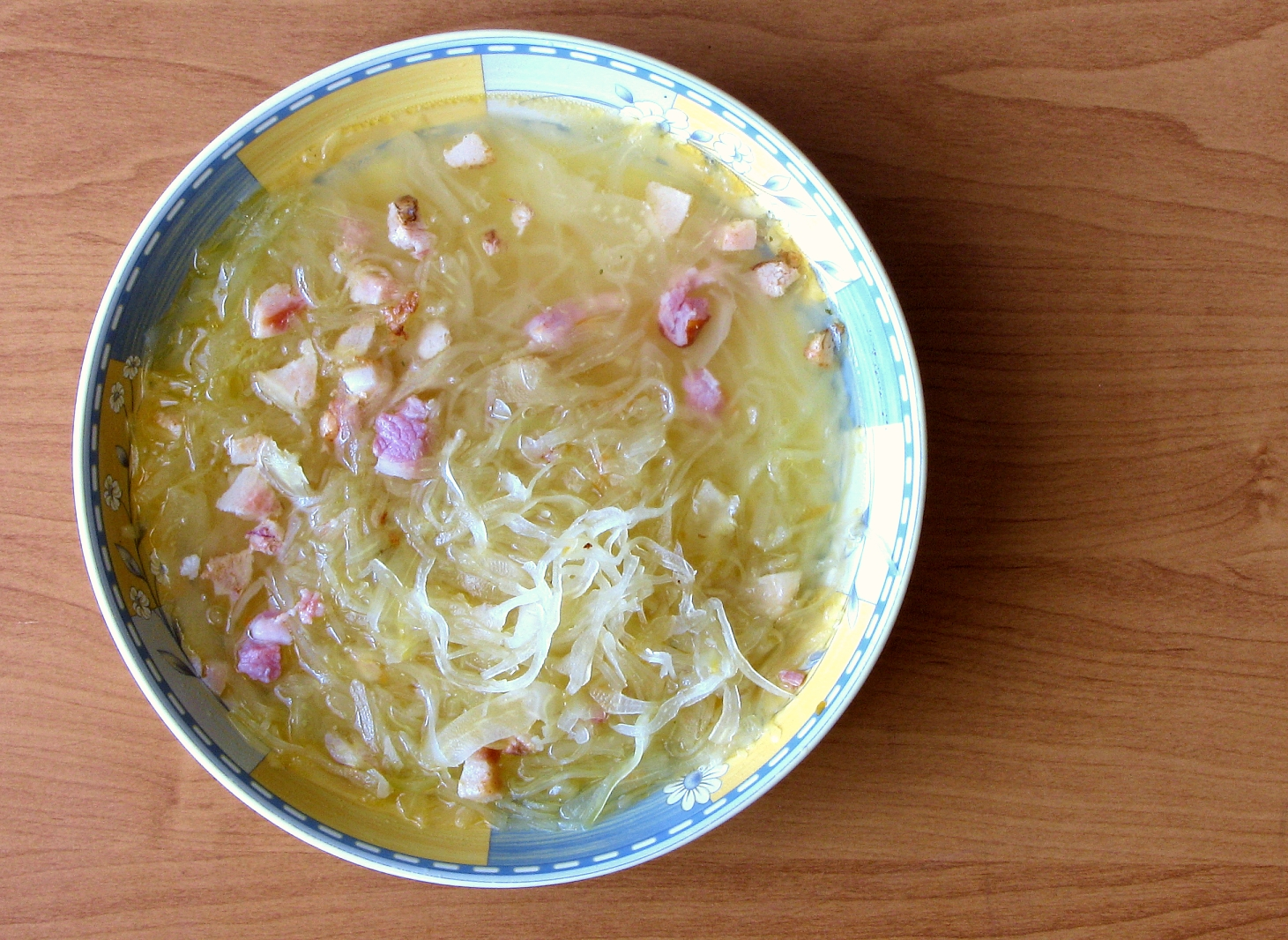
Kwaśnica

Kwaśnica – tradycyjne danie polskiej kuchni góralskiej; zupa przygotowywana z kiszonej kapusty  i mięsa, spożywana zwykle z ziemniakami lub chlebem.
Dobra kwaśnica powinna być bardzo kwaśna, zaś tłuszcz z mięsa „przegryziony” przez kwas kapusty. Podawana jest z ziemniakami ugotowanymi osobno w przeciwieństwie do kapuśniaku, gdzie ziemniaki sypkie (mączyste) krojone są w drobną kostkę i gotowane w zupie. Niedopuszczalne jest dodawanie jarzyn, jak marchewka itp., bo wówczas powstaje kapuśniak, który bywa serwowany pod tą samą nazwą. Kwaśnica sporządzona na wywarze z łbów rybich spożywana jest w wigilię Bożego Narodzenia na terenie Żywiecczyzny, co jest charakterystyczne dla tego regionu.